# 第三者無線
第三者無線（だいさんしゃむせん、Third party radio system）は、米国のマルチチャネルアクセス無線 (Multi-Channel Access radio system) 技術を用いた業務無線システムの呼称である。Trunked radio systemとも呼ばれる。
基本的な仕組みは、特定の無線局が特定の周波数を使用中か空いているかに関わらず占有するのではなく、複数の利用者が複数の無線チャネルを制御局の指令により共同使用することで、周波数帯を有効利用している。指令局・移動局間の直接通信は行われず、全ての通信が制御局で中継されている。
日本では、「MCA無線」（総務省）
「MCA（エムシーエー）」
「mcAccess（エムシーアクセス）」
「mcAccess e（エムシーアクセスイー）」（移動無線センター、略称はMRC）
「JSMR（ジェイスマー）」
「NEXNET（ネクスネット）」（日本移動通信システム協会、略称はJAMTA）
「NEXTEL（米国での携帯電話事業者）」と呼ばれる。
以下は、日本のものについて説明する。

## 定義
総務省令無線設備規則第3条の各号に次のように定義

している。
5 「MCA陸上移動通信」とは、一定の区域において二以上の無線局に共通に割り当てられた二以上の周波数の電波のうち、MCA制御局（使用する電波の周波数を指示して通信の中継を行う陸上移動中継局であつて、二以上の通信の中継を同時に行うことができるもの（次号に規定するデジタルMCA制御局を除く。）をいう。以下同じ。）の指示する周波数の電波を使用して当該MCA制御局と陸上移動局又は指令局（MCA制御局の中継により陸上移動局と通信を行う基地局をいう。以下同じ。）との間で行われる単一通信路の無線通信及びその無線通信を中継するためにMCA制御局相互間で行われる無線通信並びにそれらの無線通信を制御するために行われる無線通信をいう。
6 「デジタルMCA陸上移動通信」とは、一定の区域において二以上の無線局に共通に割り当てられた周波数の電波のうち、デジタルMCA制御局（使用する電波の周波数を指示して通信の中継を行う陸上移動中継局であつて、デジタル方式により二以上の通信の中継を同時に行うことができるものをいう。以下同じ。）の指示する周波数の電波を使用して当該デジタルMCA制御局と陸上移動局又はデジタル指令局（デジタルMCA制御局の中継により陸上移動局と通信を行う基地局をいう。以下同じ。）との間で行われる無線通信及びその無線通信を中継するためにデジタルMCA制御局相互間で行われる無線通信並びにそれらの無線通信を制御するために行われる無線通信をいう。

## 概要
利用者である企業・団体・地方公共団体などが指令局（電波法令上は基地局）・移動局（同 陸上移動局）の免許人となる。
それらと異なる第三者である事業者が制御局（同 陸上移動中継局）の免許人となる。制御局は第三級陸上特殊無線技士（以下、「三陸特」と略す。）以上の無線従事者による管理（常駐するという意味ではない。）が必要であるが、指令局・移動局には無線従事者は不要である。
基地局、陸上移動局の無線設備は、特定無線設備の技術基準適合証明等に関する規則（以下、「証明規則」と略す。）による適合表示無線設備又は無線機器型式検定規則（以下、「検定規則」と略す。）による検定機器でなければならない。
適合表示無線設備又は検定機器を使用することが、簡易な免許手続の対象となり予備免許と落成検査を経ることなく免許される条件だからである。
利用者の免許申請は事業者や代理店が代行する。
免許の有効期間は5年。但し、当初に限り有効期限は4年をこえて5年以内の5月31日

となる。
無線局の免許人として外国籍の者が原則として排除されることは、電波法第5条第1項に欠格事由として規定されているが例外として第2項第7号に「自動車その他の陸上を移動するものに開設し、若しくは携帯して使用するために開設する無線局又はこれらの無線局若しくは携帯して使用するための受信設備と通信を行うために陸上に開設する移動しない無線局」とあり、外国籍の者でも利用できる。
1982年（昭和57年）の開始当初は、物流業者など一般業務無線には周波数割当てが無い、簡易無線ではサービスエリアが狭いといった事業者が主体であったが、1997年（平成9年）より一般的な業務に広く利用できるようになっており、個人事業者も利用可能で最小単位は2局から開局可能である。
1997年にはまた陸上移動局が特定無線局に指定され、無線局免許状を局数に係わらない包括免許とすることができ、書類申請だけで平常時には最短1週間程度で開設できる。
当初のサービスエリアは陸上（河川や湖沼を含む。）のみであったが、マリネットホン廃止に伴い代替として平水区域での使用が認められ、1999年（平成11年）からは沿岸海域（領海内、沿岸から約22km）まで使用範囲が拡大された。
制御局の配置に依存するため沿岸海域すべてで実用となるわけではないが、条件によっては沿岸から100km超まで実用になる。
災害時などの貸出支援も行っている。阪神・淡路大震災・新潟県中越地震・東日本大震災でも、一部のアンテナ用鉄塔に傾きが生じた程度で制御局・システムが正常に利用できた実績があり、緊急通信用のシステムとして地方公共団体・公共機関・企業でも採用されている。
事業化当初はMRCの独占であったが、1986年（昭和61年）にモトローラ（後にJAMTAへ移管）が参入していた。しかし、2014年（平成26年）3月にJAMTAが撤退し、再び独占状態となった
携帯電話・PHSと比べ、少数の無線局で周波数帯域を占有しているため輻輳が起きづらい。
関連団体が役人の天下り先（電波利権）となっていると言う批判もある。
近年はさらに安価に利用できる、携帯電話回線のデータ通信機能を利用したIP無線への移行する利用者が増えている。
特徴
- 114か所に中継局が設置されており[8]、全国の主要な地域で使用することができる。
- 付加サービスのmcAccess e+を利用すると、NTTドコモの通信エリア内であれば全国どこでも使用することができる。
- プレストーク（プッシュ・ツー・トーク）と呼ばれる、片通話繰返しの通話方式である。
- 1回の通話時間が、最大2 - 5分に制限されている（廃止済みのアナログ方式では1 - 3分）。
- 料金が定額制（移動無線センターの平成27年4月1日改正約款による）。ただし、移動局1局あたりの合計通話時間が一定限度を超えると割増料金が発生する場合がある。
- 携帯電話・PHSに比べて移動用端末が堅牢・高出力・大型で、車載型が中心である。
- 移動局1局・オフィスの指令局が1局でも全国的に利用可能。
- 一斉同報通信が可能。
- 制御局は見晴らしの良い山頂や高層ビル上にあり、大ゾーン方式であるため、海上のサービスエリアも広い。逆に地下街や地下鉄構内では利用できない。建物の中など見通しの悪い場所でも利用できないことがある。
- すべての中継局の鉄塔・局舎は新耐震基準を満たしており、非常用発電装置もあるため、災害時でも使用ができる[8]。
- 公衆交換電話網を利用していないので、災害時などの輻輳・障害に影響されない。公衆交換電話網へのアクセスもできビジネスホン等に接続して通話可能。
- 中継局間をつなぐ回線が切断された場合でも、その中継局のエリア内にいる移動局だけに限られるが使用を続けることができる。
- 輻輳時に、回線が空いたら優先的に通話ができる予約機能がある。
- 災害対策機関の無線局は、優先接続を利用できる。
- 車載型のMCA無線を運転中に使用しても、交通取り締まりの対象にはならない（対象になるのは無線機本体を手に持った場合。マイクロホンだけなら規制対象外）。
- 市町村防災行政無線として使用することができる（コミュニティ無線システム）。

用途
- 一斉同報通信や位置通報機能の必要なバス・タクシー・貨物自動車などの陸上交通事業者。
- 海上のサービスエリアが広い事を生かした内航海運事業者。
  - 船舶局の代用になるものではなく、海上交通管制などの海上安全にかかわる通信には使えない。
- メンテナンスや営業活動、食品・LPガス・生協などの配送。
- 企業や団体の拠点間の災害通信用
  - 水道・電力・ガス・通信事業者などの通信の確保。
  - 1995年（平成7年）4月より地方公共団体での防災無線の補完として利用できることとなり、電波利用料の半額減免の対象になる。

## システム

### デジタル方式
制御局間をインターネット技術を利用したIP-VPNで結び、全国通信が可能である。また、複数の無線スロットを使用したより高速なデータ通信や利用者設置のIP網への接続も技術的には可能である。
| 800 | mcAccess e | 二周波数 複信 半複信 | 全国の主要都市          | ○ | ○ | 自動 | 無線 | 25 (12.5) | 4 | 8  | π/4 DQPSK | 40 | 10又は 2 | MRC   | 2003年10月サービス開始 端末周波数変更につき 旧周波数による新規加入は 2012年12月31日終了 2018年3月31日までに移行完了 2023年5月31日新規加入終了 2029年5月31日サービス終了予定 |
| 1500 | mcAccess   | 二周波数 複信 半複信 | 関東、東海、 近畿、九州 | - | - | 自動 | ROM  | 25 (12.5) | 6 | 8  | M16QAM    | 40 | 10又は 2 | MRC   | 1994年4月サービス開始 2007年6月30日新規加入終了 2014年3月31日サービス終了                                                                                                   |
| 1500 | NEXNET     | 二周波数 複信 半複信 | 関東、東海、 近畿       | ○ | ○ | 自動 | 無線 | 25 (12.5) | 6 | 12 | M64QAM    | 40 | 10又は 2 | JAMTA | 1998年7月サービス開始 2007年11月30日新規加入終了 2014年3月31日サービス終了                                                                                                  |
| 1500 | NEXNET     | 二周波数 複信 半複信 | 関東、東海、 近畿       | ○ | ○ | 自動 | 無線 | 25 (12.5) | 6 | 8  | M16QAM    | 40 | 10又は 2 | JAMTA | 1998年7月サービス開始 2007年11月30日新規加入終了 2014年3月31日サービス終了                                                                                                  |
| 1500 | NEXNET     | 二周波数 複信 半複信 | 関東、東海、 近畿       | ○ | ○ | 自動 | 無線 | 25 (12.5) | 6 | 4  | MQPSK     | 40 | 10又は 2 | JAMTA | 1998年7月サービス開始 2007年11月30日新規加入終了 2014年3月31日サービス終了                                                                                                  |
| - GPS連動 : 位置通報や車両動態管理システムなどの機能が比較的安価に構築可能。携帯電話のパケット網を利用するような「度数課金」がないため、トータルコストで逆転可能である。 - 制御局間ハンドオーバー - 自動 : 端末が自動的に位置登録を行う。 - 手動 : 利用者が手動で位置登録を行う。 - ID管理 : 指令局・移動局の管理方法 - 無線 : 運営事業者が管理する制御局が無線で管理。災害時などの緊急時に迅速な提供が可能。 - ROM: 情報を書き込んだROMの差し替えで管理する。 - 災害優先接続 : 政府機関・地方公共団体・公共機関などの災害対策機関の回線を優先的に確保する。 - 緊急モニタ機能 : バス事業者やタクシー事業者用に車内で緊急事態が発生した場合に車内音声を聞く。 |            |                      |                         |   |   |      |      |           |   |    |           |    |          |       | |

### アナログ方式
| 周波数帯 (MHz)             | 商標 | 通信方式       | 搬送波間隔 （インタリーブ） (kHz) | 変調方式          | 空中線電力 (W) | 空中線電力 (W)            | 事業者 | 備考                                                                      |
| 周波数帯 (MHz)             | 商標 | 通信方式       | 搬送波間隔 （インタリーブ） (kHz) | 変調方式          | 制御局         | 指令局 移動局             | 事業者 | 備考                                                                      |
| -------------------------- | ---- | -------------- | --------------------------------- | ----------------- | -------------- | ------------------------- | ------ | ------------------------------------------------------------------------- |
| 800                        | MCA  | 二周波数半復信 | 12.5 (6.25)                       | 周波数変調 （FM） | 40             | 10（ワイド） 30（ナロー） | MRC    | 1982年10月サービス開始 2012年12月31日新規加入終了 2018年3月31日までに終了 |
| 800                        | JSMR | 二周波数半復信 | 12.5 (6.25)                       | 周波数変調 （FM） | 40             | 10（ワイド） 30（ナロー） | JAMTA  | 1987年3月サービス開始 2012年12月31日新規加入終了 2014年3月31日終了        |
| 1500                       | MCA  | 二周波数半復信 | 12.5 (6.25)                       | 周波数変調 （FM） | 80             | 5                         | MRC    | 1990年11月サービス開始 2007年9月30日終了                                  |
| ハンドオーバー機能は無い。 |      |                |                                   |                   |                |                           |        |                                                                           |

### 局数の推移
| 年度 | 平成11年度末 | 平成12年度末 | 平成13年度末 | 平成14年度末 | 平成15年度末 | 平成16年度末 | 平成17年度末 | 平成18年度末 |
| --- | ------------ | ------------ | ------------ | ------------ | ------------ | ------------ | ------------ | ------------ |
| 総数 | 771,148      | 533,041      | 639,165      | 567,277      | 492,904      | 463,893      | 430,839      | 409,025      |
| 陸上移動中継局 | 512          | 522          | 529          | 339          | 345          | 348          | 350          | 356          |
| 陸上移動局 | 770,013      | 532,047      | 638,557      | 566,864      | 492,514      | 463,513      | 430,460      | 408,645      |
| 年度 | 平成19年度末 | 平成20年度末 | 平成21年度末 | 平成22年度末 | 平成23年度末 | 平成24年度末 | 平成25年度末 | 平成26年度末 |
| 総数 | 384,348      | 353,028      | 326,464      | 303,859      | 285,164      | 280,966      | 186,802      | 183,288      |
| 陸上移動中継局 | 352          | 350          | 353          | 350          | 345          | 324          | 227          | 134          |
| 陸上移動局 | 383,975      | 352,659      | 326,093      | 303,493      | 284,805      | 280,631      | 186,567      | 183,146      |
| 年度 | 平成27年度末 | 平成28年度末 | 平成29年度末 | 平成30年度末 | 令和元年度末 | 令和2年度末  | 令和3年度末  | 令和4年度末  |
| 総数 | 175,256      | 162,691      | 154,229      | 147,912      | 143,002      | 139,066      | 136,687      | 132,495      |
| 陸上移動中継局 | 131          | 131          | 130          | 130          | 130          | 139          | 147          | 151          |
| 陸上移動局 | 175,117      | 162,552      | 154,091      | 147,774      | 142,866      | 138,923      | 136,536      | 132,340      |
| 年度 | 令和5年度末  |              |              |              |              |              |              |              |
| 総数 | 125,796      |              |              |              |              |              |              |              |
| 陸上移動中継局 | 151          |              |              |              |              |              |              |              |
| 陸上移動局 | 125,641      |              |              |              |              |              |              |              |
| 総務省情報通信統計データベース - 地域・局種別無線局数（平成12年度以前） - 用途・局種別無線局（平成13年度以降） による。 - 特定無線局については開設局数が計上される。 |              |              |              |              |              |              |              |              |

### 周波数再編
2011年（平成23年）携帯電話の普及に伴う周波数逼迫により総務省告示周波数割当計画が改正

され、800MHz帯の「端末周波数を平成24年7月25日より930-940MHzとし、905-915MHzの使用は平成30年3月31日まで」

とされた。あわせてFM（アナログ）機器の使用も廃止される。
すなわち、2018年4月以降は新周波数のデジタル機器しか使用できない。
これに伴い「旧規格による新規開局は平成24年12月31日まで、1500MHz帯からの移行は平成26年3月31日まで」

とされた。
移行を促進する為、新たにこの周波数を使用する認定開設者のソフトバンク（旧称ソフトバンクモバイル）が期限内に無線機を取り替える為の費用を負担する「終了促進措置」を実施している
。
また、対象となる無線局数は総務省ホームページに掲載される。
| 局数の推移                                                             | 局数の推移 | 局数の推移 | 局数の推移 | 局数の推移 | 局数の推移 | 局数の推移 | 局数の推移 | 局数の推移 | 局数の推移 | 局数の推移 | 局数の推移 | 局数の推移 |
| 年                                                                     | 平成23年   | 平成24年   | 平成24年   | 平成25年   | 平成25年   | 平成26年   | 平成26年   | 平成27年   | 平成27年   | 平成28年   | 平成28年   | 平成29年   |
| 月                                                                     | 10月       | 4月        | 10月       | 4月        | 10月       | 4月        | 10月       | 4月        | 10月       | 4月        | 10月       | 4月        |
| ---------------------------------------------------------------------- | ---------- | ---------- | ---------- | ---------- | ---------- | ---------- | ---------- | ---------- | ---------- | ---------- | ---------- | ---------- |
| 中継局                                                                 | 274        | 270        | 261        | 250        | 227        | 210        | 130        | 130        | 1          | 0          | 0          | 0          |
| 端末局（アナログ）                                                     | 110,001    | 102,960    | 94,958     | 92,486     | 44,504     | 7,718      | 145        | 78         | 1          | 1          | 1          | 1          |
| 端末局（デジタル）                                                     | 130,061    | 138,990    | 148,668    | 114,297    | 37,346     | 5,264      | 8          | 0          | 0          | 0          | 0          | 0          |
| 周波数の使用期限に定めのある電波利用システム等の無線局数の推移による。 |            |            |            |            |            |            |            |            |            |            |            |            |

## 地域振興用陸上移動通信システム
1993年（平成5年）に制度が開始された、他の無線通信の手段の少ない地域において、地域振興を目的とする団体が基地局・陸上移動局とも無線局の免許人となり、団体の会員となることで使用できるマルチチャネルアクセス無線である。地域振興MCAとも呼ばれる。
免許人となれるのは、第三セクター・地域団体（農業協同組合・森林組合・商工会議所・医師会・社会福祉協議会・観光協会などが単独または共同で設立するもの）であり、営利企業1社のみが会員のものは認められない。
地域で一番高い山などに基地局が設置されているため、安定した通信が可能である。また、地域振興が目的であるため、同一組織内だけでなく会員相互の通信も認められている。
基地局は三陸特以上の無線従事者による管理（常駐するという意味ではない。）が必要であるが、陸上移動局に無線従事者は不要である。
基地局は地域団体が設置しその維持・管理費は加入者からの会費で、陸上移動局は加入者が負担する。
なお、陸上移動局は特定無線局に指定されていない。
規格
- 周波数 400MHz帯
- 通信方式 : 二周波数半複信
- 搬送波間隔 12.5kHz（6.25kHzインタリーブ）
- 変調方式 周波数変調
- 空中線電力 : 基地局・陸上移動局とも10W以下
- 機能 : 音声通信・同報通信・ショートメッセージ・ページング
- 選択呼出し : 個別選択・グループ選択（移動局に個別識別装置の設置が義務付けられている。）
- 特定の制御チャンネルを持たないMCA方式。チャネル数 4（免許人の事務所に基地局の正常な動作を確認する装置の設置が義務付けられている。）

## 標準規格
電波産業会（略称はARIB）（旧称は電波システム開発センター（略称はRCR））が電波法令の技術基準を含めて規格化し、標準規格として公開している。
- RCR STD-8 800MHz帯（広帯域）MCA陸上移動通信を行う無線局の無線設備（有効期限切れ）
- RCR STD-23 800MHｚ帯（狭帯域化）MCA陸上移動通信を行う無線局の無線設備
- RCR STD-24 800MHｚ帯（狭帯域化）MCA陸上移動通信を行う無線局の無線設備 （PSTN接続機能を含む。）
- RCR STD-25 1500MHｚ帯MCA陸上移動通信を行う無線局の無線設備（廃止済み）
- RCR STD-26 1500MHｚ帯MCA陸上移動通信を行う無線局の無線設備（PSTN接続機能を含む。）（廃止済み）
- RCR STD-32 1.5GHz帯デジタルMCAシステム（廃止済み）
- ARIB STD-T85 800MHz帯デジタルMCAシステム
- RCR STD-40 地域振興用無線局の無線設備

## 電波利用料
電波利用料の変遷を陸上移動局と基地局について掲げる。
| 電波利用料額           | 電波利用料額 | 電波利用料額 | 電波利用料額 | 電波利用料額        | 電波利用料額                                  |
| 年月                   | 陸上移動局   | 包括免許     | 基地局       | 電波法改正          | 備考                                          |
| ---------------------- | ------------ | ------------ | ------------ | ------------------- | --------------------------------------------- |
| 1993年（平成5年）4月   | 600円        | －           | 12,100円     | 平成4年法律第74号   | 空中線電力による差は無い                      |
| 1997年（平成9年）10月  | 600円        | 540円        | 12,100円     | 平成9年法律第47号   | 陸上移動局に包括免許が導入                    |
| 2006年（平成18年）4月  | 600円        | 540円        | 7,900円      | 平成17年法律第107号 | 基地局は空中線電力0.01W超の額を例示、以下同じ |
| 2008年（平成20年）10月 | 400円        | 360円        | 9,400円      | 平成20年法律第50号  |                                               |
| 2011年（平成23年）10月 | 500円        | 430円        | 8,900円      | 平成23年法律第60号  |                                               |
| 2014年（平成26年）10月 | 600円        | 510円        | 10,600円     | 平成26年法律第26号  |                                               |
| 2017年（平成29年）10月 | 600円        | 420円        | 12,700円     | 平成29年法律第27号  |                                               |

免許の日から有効期限の応当日までが一年未満の場合、月割りして端数切上げ。

## 表示
適合表示無線設備には、当初は技術基準適合証明の文言を含む楕円形のマークが、1991年（平成3年）9月1日以降は〒マークを含んだ円形のマークの表示が義務付けられている。
1995年（平成7年）4月1日からは技適マークを用いるものとされている。

また、検定規則の対象であったのは1999年（平成11年）までで、検定機器には検定マークの表示が義務付けられていた。
適合表示無線設備には技術基準適合証明番号又は工事設計認証番号、検定機器は検定番号の表示も必須とされ、MCA無線の機器を表す記号は技術基準適合証明番号又は工事設計認証番号の英字の1字目又は1-2字目、検定機器は検定番号の1字目及び機器の型式名の1字目又は1-2字目にあり、種別毎に次のとおりである。（証明規則様式7及び検定規則別表第8号）
但し、2013年（平成25年）4月以降の工事設計認証番号（4字目がハイフン(-)）に記号表示は無い。
| 方式                                    | 種別                 | 適合表示無線設備 | 検定機器 | 検定機器     |
| 方式                                    | 種別                 | 記号             | 検定番号 | 機器の型式名 |
| --------------------------------------- | -------------------- | ---------------- | -------- | ------------ |
| アナログ                                | MCA                  | M又はN           | M        | MC又はMD     |
| デジタル                                | 1500MHz帯デジタルMCA | HZ               | M        | ME           |
| デジタル                                | 800MHz帯デジタルMCA  | VX               |          |              |
| 地域振興用                              | F3E等                | F                | F        | F            |
| 注 地域振興用の記号は他業務の機器と共用 |                      |                  |          |              |

周波数割当て終了により、
- 2007年（平成19年）10月以降はアナログ（■）の内、1500MHz帯のもの
- 2014年（平成26年）4月以降は1500MHz帯デジタルMCA（■）

の技術基準適合証明、工事設計認証、型式検定は無効となる。

## その他
空港無線電話
空港無線電話はマルチチャネルアクセス無線技術を利用している為、空港MCA無線とよばれる。
周波数はアナログ（廃止済み）は800MHz帯を、デジタルは400MHz帯を使用。
運転中の通話
1999年11月から自動車又はオートバイを運転しながらの無線通話が道路交通法で禁止（2004年（平成16年）11月からは罰則の対象と）され、運転者は停車中以外使用してはならない。
ただし、無線通話装置のうち「その全部又は一部を手で保持しなければ送信及び受信のいずれをも行うことができないもの」に該当しない場合は適用除外されており、車載型無線機の使用は規制対象とならない（携帯型移動局の無線機は対象になる）。
改正道路交通法と無線の使用について （一財）移動無線センター